# ويليام ليندسي (سياسي)
ويليام ليندسي (بالإنجليزية: William Lindsay)‏ هو سياسي أمريكي، ولد في 15 يوليو 1840، وتوفي في 6 ديسمبر 1927. حزبياً، نشط في الحزب الجمهوري. وقد انتخب عضو جمعية ولاية ويسكونسن.